# فرودگاه واکاو
فرودگاه واکاو (به انگلیسی: Wakaw Airport) یک فرودگاه همگانی است که یک باند فرود شن دارد و طول باند آن ۸۲۳ متر است. این فرودگاه در کشور کانادا قرار دارد و در ارتفاع ۵۰۶ متری از سطح دریا واقع شده است.